# Achilixius irigae
Achilixius irigae är en insektsart som beskrevs av  1989. Achilixius irigae ingår i släktet Achilixius och familjen Achilixiidae. Inga underarter finns listade i Catalogue of Life.